# Arthur Heyer
Arthur Heyer (Haarhausen, 28 de fevereiro de 1872 - Budapeste, 1931) foi um pintor alemão-húngaro, com predileção especial para pinturas de animais.